# Le Gang des tueurs
Pour les articles homonymes, voir Brighton Rock (homonymie).
Pour plus de détails, voir Fiche technique et Distribution.
Le Gang des tueurs (titre original : Brighton Rock) est un film britannique réalisé par John Boulting sorti en 1947.

## Synopsis
Pinkie Brown est un truand actif dans une petite ville. Son gang est à la tête d'une affaire de racket implantée sur le champ de courses de Brighton. Quand Pinkie ordonne le meurtre de l'un de ses rivaux, Fred, la police pense qu'il s'agit d'un suicide. Ida Arnold, qui se trouvait avec Fred juste avant la mort tragique de celui-ci, n'en est quant à elle pas du tout convaincue, et elle se met en tête de découvrir la vérité. Elle rencontre une serveuse naïve prénommée Rose, qui se trouve détenir la preuve que Fred a bel et bien été assassiné. Dans une tentative pour réduire Rose au silence, Pinkie l'épouse. Son gang cependant commence à remettre en question ses capacités, et des rivaux finissent par s'emparer de son affaire, ce qui rend Pinkie de plus en plus désespéré et violent.

## Fiche technique
- Titre : Le Gang des tueurs
- Titre original : Brighton Rock
- Réalisation : John Boulting, assisté de Cliff Owen (non crédité)
- Scénario : Graham Greene et Terence Rattigan, d'après le roman Rocher de Brighton du premier.
- Images : Harry Waxman, assisté de Gilbert Taylor (cadreur)
- Musique : Hans May
- Production : Roy Boulting et Peter De Sarigny, pour Associated British Picture Corporation et Charter Film Productions
- Montage : Peter Graham Scott
- Décors : John Howell
- Costumes : Honoria Plesch
- Pays d'origine : Royaume-Uni
- Langue : anglais
- Format : Noir et Blanc - 1,37:1 - Mono
- Genre cinématographique : Thriller
- Durée : 92 minutes
- Date de sortie :
  - décembre 1947  Royaume-Uni
  - 21 septembre 1948  France
  - 7 novembre 1951  États-Unis (New York)

## Distribution
- Richard Attenborough : Pinkie Brown
- Carol Marsh : Rose Brown
- Hermione Baddeley : Ida Arnold
- William Hartnell : Dallow, homme de main
- Nigel Stock : Cubit, homme de main
- Wylie Watson : Spicer, homme de main
- Alan Wheatley (en) : Fred Hale, alias Kolly Kibber
- Harcourt Williams : Lawyer Prewitt
- George Carney (en) : Phil Corkery
- Victoria Winter : la fille du gang
- Charles Goldner : Colleoni
- Constance Smith (non créditée) : une chanteuse

## Autour du film
Rowan Joffé en a réalisé un remake en 2011.